# Fáni-völgyi 3. sz. üreg
A Fáni-völgyi 3. sz. üreg a Duna–Ipoly Nemzeti Parkban található Vértes hegységben, Vértesbogláron lévő egyik barlang.

## Leírás
Vértesboglár külterületén, a Vértesi Natúrpark fokozottan védett területén, erdőben helyezkedik el a barlang. A Fáni-völgy K-i végét lezáró sorompótól a műúton Ny-ra, kb. 150 m-t haladva, a Fáni-völgy D-i oldalában, egy nagyobb sziklakibúvásban, 249 m tszf. magasságban, az úttól pedig kb. 20 m relatív magasságban van a barlang bejárata. Jelentős méretű, 3×3 m-es bejárata lombos időszakban is jól megfigyelhető az útról. Bejárata természetes jellegű, háromszög alakú és vízszintes tengelyirányú.
A barlang egyetlen tág, befelé emelkedő és enyhén szűkülő kőfülkéből áll, amely egy mellmagasságig érő párkányról kezdődik. Befoglaló kőzete breccsás szerkezetű triász dolomit. Falait nagyrészt tört, omlott felületek jellemzik. Némi, jelentéktelen méretű borsókő is kialakult az üregben. A főtén lévő, jól látható repedés mentén, kifagyásos kőzetaprózódás miatt jött létre a barlang. Falainak zöldes elszíneződése moha, ill. alga jelenlétére utal. Az üregben pókok, rovarok élnek, de muflonok is előfordulnak benne. A nehezen járható (meredek) terepen megközelíthető, könnyen, utcai ruhában járható barlang megtekintéséhez nem szükséges engedély.
1979-ben volt először Fáni-völgyi 3. sz. üregnek nevezve a barlang az irodalmában. Előfordul a barlang az irodalmában Fáni-völgyi–1. fülke (Kocsis 1975), Fáni-völgyi 1. sz. fülke (Kordos 1984), Fáni-völgyi–1.sz. fülke (Bertalan 1976), Fáni-völgyi 3.sz. barlang (Egri 2003) és Fánivölgyi 3.sz. üreg (Bertalan 1976) neveken is.

## Kutatástörténet
Az 1962-ben kiadott, A barlangok világa című könyv szerint a Vértes hegységben lévő Fáni-völgyben, a pataktól 10–12 m-rel magasabban kis barlangok vannak. A Ferencvárosi Természetbarátok Sportköre Barlangkutató Csoportjának váltott tagokból álló egyik csoportja, melyet Horváth János vezetett, 1968-ban folytatta a Vértes hegység bejárását és a hegységben lévő barlangok háromsíkú felmérését. Ez a csoport a Fáni-völgyben felmért kilenc, részben korábban ismert (I–IX. jelzésű) sziklaüreget. Az FTSK Barlangkutató Csoport 1969. évi jelentése szerint Horváth János az 1968. tavaszi-őszi barlangfelmérések felhasználásával 1969-ben elkészítette a Fáni-völgy (Vértes hegység) 9 üregének térképét. A térképeken 1:100 méretarányban vannak bemutatva a barlangok.
A Kocsis Antal által írt, 1975-ben megjelent kiadványban az van írva, hogy a Fáni-völgyi 3. sz. üreg (Fáni-völgyi–1. fülke) a Fáni-völgyben, az üzemi műút elágazásától 1,1 km-re, a Fáni-völgy DNy-i oldalában, az úttól kb. 70 m-re, kb. 20 m relatív magasságban, 5 m-es sziklafalban található. A háromszög alakú barlangbejárat alatti padka 1,2 m magas. A dolomit hosszanti és keresztirányú repedései mentén jött létre a fülke. Az üreg 3,5 m hosszú, bejárati szélessége 3,3 m, magassága 3 m, mely belül 1,8 m-re, valamint 1,3 m-re csökken. A barlangban néhány mészgömböcske és némi kitöltés figyelhető meg. Változatos a fülke flórája (moha, algatelepek) és rovarvilága. A Fáni-völgyi 3. sz. üreg és a Fáni-völgyi 4. sz. üreg ugyanazon a völgyoldalon található. A Fáni-völgyi 4. sz. üreg a Fáni-völgyi 3. sz. üregtől KDK-re, 15 m-re helyezkedik el. A kiadványban lévő térképmellékleten látható a Fáni-völgyi 3. sz. üreg földrajzi elhelyezkedése. A térképen 27-es számmal van jelölve a barlang.
Az 1976-ban befejezett, Magyarország barlangleltára című kéziratban az olvasható, hogy a Vértes hegységben, Vértesbogláron helyezkedik el a Fánivölgyi 3.sz. üreg (Fáni-völgyi–1.sz. fülke). A Fáni-völgyben haladó üzemi műút elágazásától kb. 1100 m-re, a völgy DNy-i oldalában, az úttól 70 m-re lévő 5 m-es sziklafalban van a barlang háromszög alakú bejárata. A bejárat 1,2 m-es padkával nyílik. A tág fülke 3,5 m hosszú, 3,5 m széles és 1,3–3 m magas. A Fáni-völgyi 3. sz. üregtől DNy-ra, kb. 10 m-re, 3 m-rel lentebb található a Fáni-völgyi 4. sz. üreg. A Fáni-völgyi 3. sz. üregtől D-re, kb. 25 m-re, kissé fentebb található a Fáni-völgyi 5. sz. üreg. A kézirat Fáni-völgyi 3. sz. üreget ismertető része 2 irodalmi mű alapján lett írva.
Az Alba Regia Barlangkutató Csoport által 1979-ben készített kézirat szerint a Fáni-völgyi 3. sz. üreg (F3) az OKTH barlangleltárában, amelyben a Vértes hegység barlangjai között a 12. számú barlang, a fenti névvel van ismertetve. A Kocsis Antal által írt kiadványban Fáni-völgyi–1. fülke a barlang neve és 27-es a száma. Horváth János szpeleográfiai terepjelentésben ismertette az üreget. A barlang Vértesbogláron (Fejér megye, Bicskei járás) helyezkedik el. A Fáni-völgy DNy-i oldalán, az úttól kb. 70 m-re, 230 m tszf. magasságban, 20 m relatív magasságban, kis sziklafalban, a Fáni-völgyi 2. sz. üreggel szemben található a Fáni-völgyi 3. sz. üreg bejárata. A Fáni-völgyi 3. sz. üregtől balra, 10–15 m-re található a Fáni-völgyi 4. sz. üreg bejárata. A Fáni-völgyi 3. sz. üreg felett, D-re, kb. 25 m-re található a Fáni-völgyi 5. sz. üreg bejárata. A Fáni-völgy ÉNy-i végén elágazó üzemi úton az elágazástól 1150 m-t kell menni a Fáni-völgyi 3. sz. üregig. Bejárata az útról oválisnak látszik, azonban közelről nézve a bejáratnak felső csúcsával kissé jobbra hajló háromszög alakja van. A bejáratba borostyán lóg. Megtudja mutatni Szolga Ferenc a könnyen megközelíthető és járható üreget.

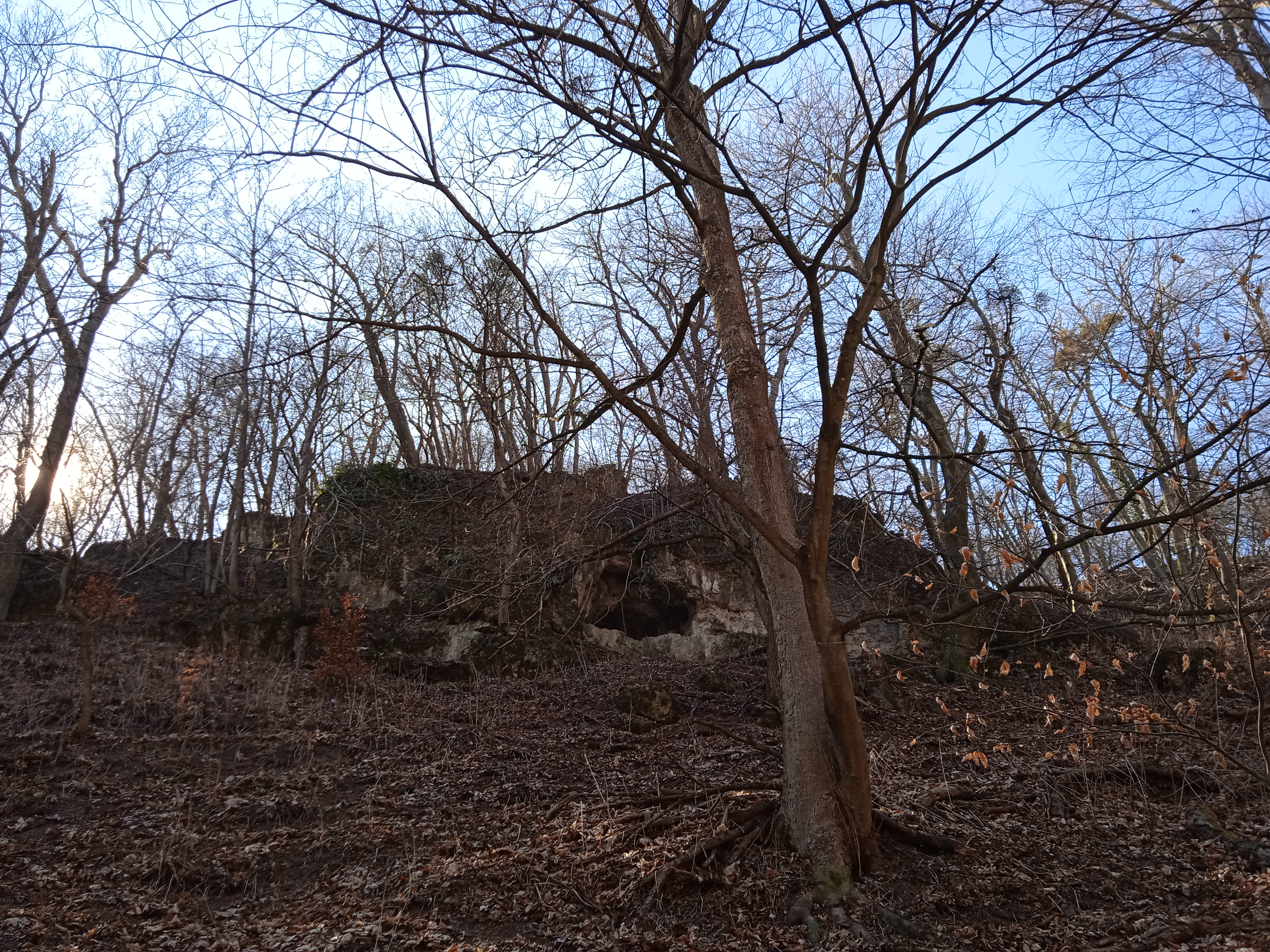
A Fáni-völgyi 3. sz. üreg bejárata

A barlangbejárat előterében egy 1,2 m magas padka van. A padkán nyílik a vízszintes aljzatú, tág fülke. Befoglaló kőzete breccsás szerkezetű triász dolomit. Alig van a barlangban kitöltő anyag. Kitöltő anyaga kőzettörmelék. A fülke kőzetrepedés mentén jött létre kifagyás és kőzetaprózódás miatt. Egyetlen, enyhén kifelé lejtő, illetve befelé kissé szűkebbé és alacsonyabbá váló üregből áll. Némi borsókő fordul elő benne helyenként. A helyi jelentőségű üreg megfelelő védelmet nyújt esőben. A barlang 3,5 m vízszintes kiterjedésű és 2,7 m magas. A bejáratánál a legmagasabb. Elülső részén páfrány, falain algásodás van. Megtörtént az üreg azonosítása a helyszínen, leírása, felmérése és fényképezése. Nem érdemes tovább kutatni a barlangot, melyben az Alba Regia Barlangkutató Csoport tagjai 1979. február 4-én, barlangkataszterező munka során jártak.
A kéziratba bekerült a barlang alaprajz térképe, hosszmetszet térképe és 2 keresztmetszet térképe. A térképek 1:100 méretarányban ábrázolják a barlangot. Az alaprajz térkép használatához a térképlapon jelölve van az É-i irány. Az alaprajz térképen megfigyelhető a hosszmetszet és a 2 keresztmetszet elhelyezkedése a barlangban. A térképek elkészítéséhez a barlangot Szolga Ferenc, Gönczöl Imréné, Koch Zoltán és Zentai Ferenc mérték fel 1979. február 4-én. A térképeket 1979. február 22-én rajzolta Szolga Ferenc. A kéziratban látható a Fáni-völgy térképe (kb. 1:10.000 méretarány). A térképen jelölve van az É-i irány. A térképen megfigyelhető a Fáni-völgyi 3. sz. üreg (a térképen: F3) földrajzi elhelyezkedése.
Az FTSK Barlangkutató Szakosztály 1980. évi jelentésében meg van említve, hogy az FTSK barlangkutató csoportja 1968. március 31-én mérte fel a Fáni-völgy üregeit. Az 1980. évi MKBT Beszámolóban publikálva lett az 1980. évi csoportjelentésnek a Fáni-völgyben lévő üregeket említő része. Az 1984-ben kiadott, Magyarország barlangjai című könyv országos barlanglistájában szerepel a Vértes hegység barlangjai között a barlang Fáni-völgyi 3. sz. üreg (Fáni-völgyi 1. sz. fülke) néven. A listához kapcsolódóan látható a Dunazug-hegység barlangjainak földrajzi elhelyezkedését bemutató 1:500 000-es méretarányú térképen a barlang földrajzi elhelyezkedése.

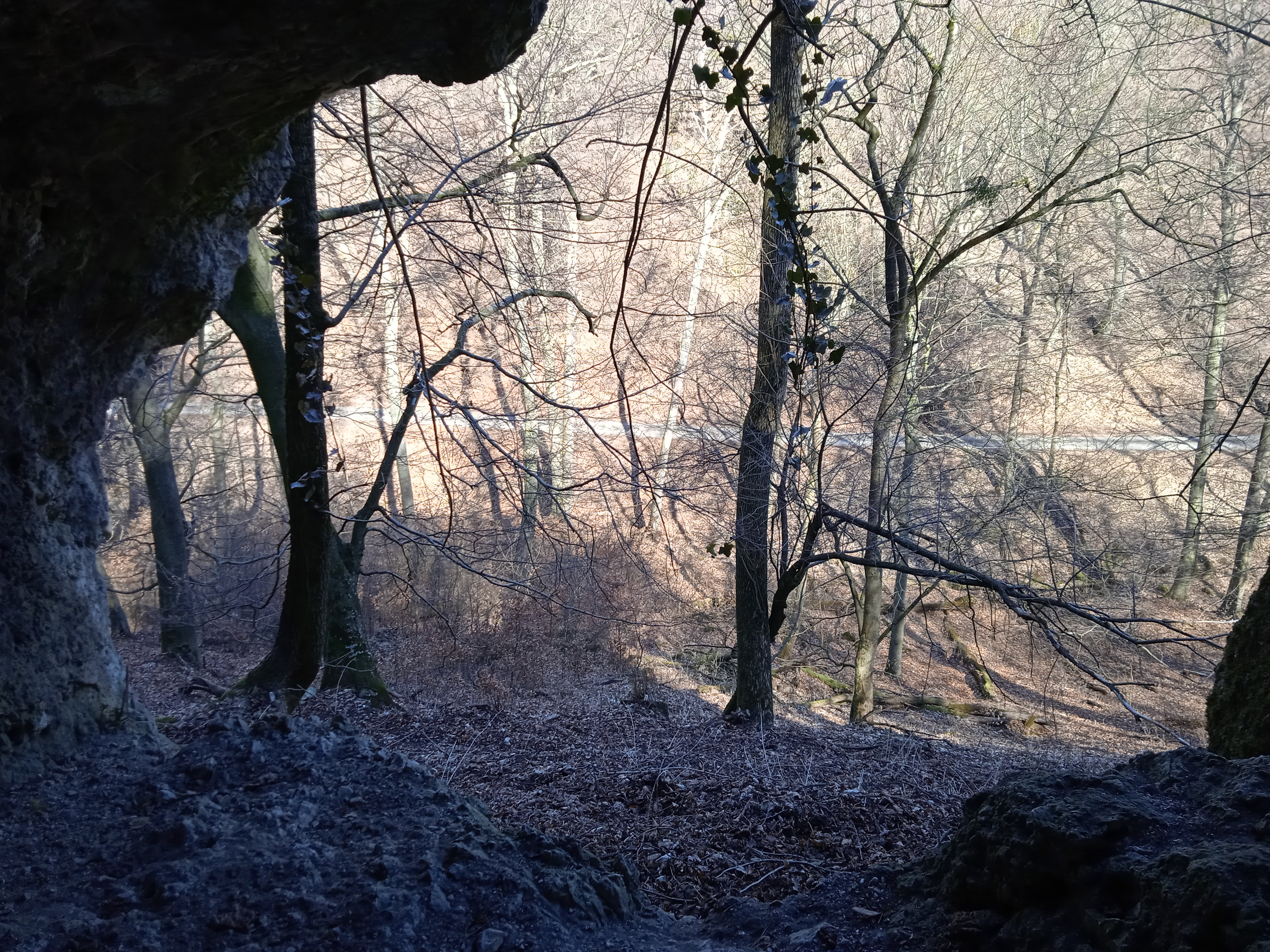
Kilátás a Fáni-völgyi 3. sz. üregből

A Béni Kornél és Viszló Levente által írt, 1996-ban napvilágot látott könyvben szó van arról, hogy 10 barlang van a Fáni-völgyben. A völgyben megfigyelhető sok barlang miatt a völgy a Kőlik-völgyhöz hasonló. Ugyanolyan dolomitbreccsa a felépítő kőzet is. A Fáni-völgyben lévő barlangok kialakulásának esetében is a fagyaprózódásos kimállás játszotta a főszerepet. A völgy üregeire jellemző a borsókő előfordulása és gyakran pirosas elszíneződésű falak vannak bennük. Ennek oka ismeretlen. Az üregek lényegében három helyen koncentrálódnak, de ezek közül kettő egymással szemben, a völgy É-i és D-i oldalán fekszik. A völgy mindegyik barlangja a kisebb méretű barlangok közé tartozik.
A barlang 2003. május 1-jén, BTI kataszteri felvétel alapján készült nyilvántartólapja szerint a 4522-35 barlangkataszteri számú Fáni-völgyi 3. sz. üreg (Fáni-völgyi 1. sz. fülke, Fáni-völgyi 3.sz. barlang) a Vértes hegységben lévő Vértesbogláron (Fejér megye) található. Az üreg bejáratának koordinátái (Trimble Geoexplorer 3): X: 606333, Y: 235137, Z: 249. Hegyoldalon lévő sziklakibúvásban, erdőben van a barlang 3,3 m széles, 3 m magas, természetes jellegű, háromszög alakú és vízszintes tengelyirányú bejárata. A részletesen felmért barlang 3,5 m hosszú, 2,5 m függőleges kiterjedésű, 2,5 m magas, 0 m mély és 3,5 m vízszintes kiterjedésű. Triász dolomitban húzódik az üreg. A barlang kialakulását előkészítette a tektonika. Az üreg kifagyásos kőzetaprózódás miatt jött létre.
A sziklaodú térformájú barlang emelkedő aljzatú, és jellemző szelvénytípusa az alagút. Breccsazóna és borsókő figyelhető meg az üregben. Alga, moha, pók, rovar él benne. Növényevő nagyemlős látogatja az üreget. Barlangleltári szám: 12. Tematikus feldolgozás: térkép, fénykép, kataszter, leírás. A gyakorlatilag érintetlen barlang gyakorlatilag érintetlen aljzatú és ásványkiválásai gyakorlatilag érintetlenek. A nehezen járható (meredek) terepen megközelíthető, könnyen járható barlang megtekintéséhez nem szükséges engedély. Illetékes természetvédelmi hatóság: Duna–Ipoly Nemzeti Park Igazgatóság. A barlang felszínének védettsége: Vértesi Tájvédelmi Körzet (19/1976. OTvH határozat).

## További irodalom
- Horváth János: Szpeleográfiai terepjelentések az 1966., 1970. és 1974. évekből. Kéziratok. (A kéziratok megtalálhatók a Magyar Karszt- és Barlangkutató Társulat Dokumentációs Szakosztályánál.)